# Werner Friebe
Pour les articles homonymes, voir Friebe.
Werner Friebe (12 juillet 1897 à Droschkau, arrondissement de Glatz - 8 mars 1962 à Stuttgart) est un Generalmajor allemand qui a servi au sein de la Heer dans la Wehrmacht pendant la Seconde Guerre mondiale.
Il a été récipiendaire de la Croix de chevalier de la Croix de fer. Cette décoration est attribuée pour récompenser un acte d'une extrême bravoure sur le champ de bataille ou un commandement militaire avec succès.

## Biographie
Werner Friebe s'engage dans l'armée en septembre 1914 en tant que volontaire de guerre et sert comme officier pendant la Première Guerre mondiale. Le 23 juin 1916, il est promu lieutenant dans le 38e régiment de fusiliers (Glatz). 
Werner Friebe est capturé par les troupes britanniques en mai 1945 et est libéré en 1948.
Il est le jeune frère du Generalleutnant Helmut Friebe, qui a été aussi décoré de la Croix de chevalier de la Croix de fer.

## Décorations
- Croix de fer (1914)
  - 2e Classe
  - 1re Classe
- Insigne des blessés (1914)
  - en Noir
- Croix d'honneur
- Agrafe de la Croix de fer (1939)
  - 2e Classe (19 septembre 1939)
  - 1re Classe (2 octobre 1939)
- Médaille du Front de l'Est
- Croix allemande en Or (30 mai 1942)
- Croix de chevalier de la Croix de fer
  - Croix de chevalier le 21 avril 1944 en tant que Oberst et commandant de la 8. Panzer-Division[1]